# Los derechos de la mujer (película)
Los derechos de la mujer es una película cómica española estrenada en 1963, dirigida por José Luis Sáenz de Heredia y protagonizada por Javier Armet y Mara Cruz.
Está basada en la obra de teatro homónima del dramaturgo Alfonso Paso.

## Sinopsis
El reciente matrimonio entre Juan y María José es motivo de numerosas discusiones, debido a la firme actitud adoptada por Juan, que deja en suspenso su empleo en una constructora para dedicarse a las faenas del hogar, ya que su esposa, famosa abogada criminalista, no renuncia al ejercicio de su carrera.

## Reparto
- Javier Armet como Juan
- Mara Cruz como	María José
- José Luis López Vázquez como Ortiz
- José Bódalo como El cónyuge
- Margot Cottens como La cónyuge
- Antonio Prieto como Padre de María José
- Amelia de la Torre como Madre de María José
- Antonio Garisa como El Alonso
- Laly Soldevila como Arcadia
- Lina Canalejas como Angelita / Carmen
- Antonio Ferrandis como Don Elpidio
- Paco Morán como Fiscal
- José Orjas como Vecino
- Félix Fernández como Cura
- Goyo Lebrero como Lechero
- Emilio Laguna como Manuel
- Joaquín Pamplona como	Don Conrado
- Juan Córdoba como Presidente del tribunal
- Rafael Hernández como Policía
- Concha Sánchez como Mujer de Luis
- Francisco Camoiras como Fotógrafo
- Manuel Arbó como Luis
- Enrique Navarro como Hombre con ovillo
- José Luis Carbonell como Taxista